# Jacobus Gallus
Répertoire
Musique sacrée, motet, madrigal, chanson
Jacobus Gallus, né à Ribnica en Carniole le 3 juillet 1550 et mort à Prague le 18 juillet 1591, est un compositeur de la Renaissance. On lui connaît également les noms suivants : Jakob Petelin (son nom de naissance), Jacob(us) Handl, Jacobus Gallus Carniolus (par référence à sa région natale, la Carniole).

## Biographie
Il reçoit son éducation chez les Cisterciens de l'abbaye de Stična en Carniole. Entre 1564 et 1566, il entreprend un périple en Autriche, qui le conduit ultérieurement en Bohême, en Moravie et en Silésie. Entre ses déplacements, il séjourne à plusieurs reprises à la célèbre abbaye de Melk (de la congrégation bénédictine d'Autriche). En 1574, il est membre de la chapelle royale de Vienne avant d'être nommé Kapellmeister (maître de chapelle) de l'évêque d'Olomouc de 1579 (ou 1580) à 1585. À partir de l'année suivante, et jusqu'à sa mort, il est organiste à l'Église Saint-Jean-de-la-Balustrade à Prague.
Son œuvre majeure est l'Opus Musicum. Il s'agit d'un recueil de 374 motets très majoritairement en langue latine, a cappella, allant de 2 à 16 voix, et qui contient le motet à huit voix O magnum mysterium, une de ses œuvres où se perçoit le mieux l'originalité de son écriture en dépit d'une nette influence du style polychoral vénitien des Gabrieli (Andrea et Giovanni). Musicien de la Contre-Réforme en Bohême, ses compositions développent une alliance subtile entre archaïsme et modernité, notamment dans le motet Mirabile mysterium qui contient certains effets nés des emprunts à l'échelle chromatique, et qui rappellent le chromatisme et les enchaînements harmoniques de Carlo Gesualdo.
Outre ses œuvres sacrées, il a laissé des œuvres profanes en italien et en français.
Une édition critique de son œuvre par Edo Škulj a été publié sous l'égide de l'Académie slovène des sciences et des arts.